# Marcos Leonardo
Marcos Leonardo, mit vollem Namen Marcos Leonardo Santos Almeida (* 2. Mai 2003 in Itapetinga, Bahia), ist ein brasilianischer Fußballspieler, der in Saudi-Arabien bei Al-Hilal unter Vertrag steht.

## Karriere

### Verein
Der in Itapetinga, Bahia, geborene und aufgewachsene Marcos Leonardo zog im Mai 2014 nach Taubaté. Nach einem Probetraining wurde er im August desselben Jahres in die Jugendakademie des FC Santos aufgenommen. Am 23. Oktober 2019 unterzeichnete er seinen ersten professionellen Vertrag bei Peixe, bei dem eine Laufzeit von drei Jahren sowie eine Ausstiegsklausel in Höhe von 100 Millionen Euro festgelegt wurden. Am 21. Juli 2020 wurde er für die diesjährige Campeonato Paulista erstmals in den Kader der ersten Mannschaft befördert, kam in diesem Wettbewerb jedoch vorerst nicht zu seinem ersten Einsatz. Sein Pflichtspieldebüt gab er letztlich genau zwei Monate später (4. Spieltag) in der höchsten brasilianischen Spielklasse beim 1:0-Auswärtssieg gegen Sport Recife, als er in der 80. Spielminute für Yeferson Soteldo eingewechselt wurde. Am 4. Oktober (13. Spieltag) erzielte er beim 3:2-Auswärtssieg gegen den Goiás EC sein erstes Profitor.
Anfang Januar 2024 wechselte Marcos Leonardo für 18 Mio. Euro mit sofortiger Wirkung zu Benfica Lissabon. Dort wurde er zumeist als Einwechselspieler eingesetzt, dennoch gelangen ihm bis zum Saisonende in seinen 14 Liga-Einsätzen sieben Tore. Zu Beginn der folgenden Saison bestritt er noch drei weitere Spiele mit der Mannschaft, ehe er Anfang September 2024 für eine kolportierte Ablösesumme in Höhe von 40 Millionen Euro nach Saudi-Arabien zu Al-Hilal wechselte.

### Nationalmannschaft
Im Februar und April 2019 bestritt er sechs Länderspiele für die brasilianische U16-Nationalmannschaft, in denen ihm zwei Treffer gelangen.
Mit der U20-Nationalmannschaft nahm er an der Weltmeisterschaft 2023 teil und erreichte dort das Viertelfinale. Ihm gelangen in seinen fünf Einsätzen fünf Tore.